# 이지명 (고려)
이지명(李知命: 1127년~1191년 1월 28일(음력 1월 2일))은 고려의 문신이다. 자(字)는 낙수(樂叟), 본관은 한산, 시호는 문평(文平)이다. 그가 주관한 과거에서 조충, 이규보, 유승단 등이 급제했다.

## 약력
- 1127년(인종 5, 1세): 태어남.
- 1144년(인종 22, 18세): 과거에 급제함.[1]
- 황주서기(黃州書記), 충주판관(忠州判官)을 지내면서 백성을 잘 다스림.[1]
- 1170년(의종 24, 44세): 무신정변이 일어나 문신들이 살육당했으나 앞서 충주에서의 치적에 감명한 지역 사람들이 그를 지켜 살아남을 수 있있음.[1]
- 1181년(명종 11, 55세): 음력 1월, 우간의대부(右諫議大夫)로 임명받음.[2] 음력 12월, 우산기상시(右散騎常侍)로 임명받음.[3]
- 1182년(명종 12, 56세): 동지공거로서 과거를 주관함.[4]
- 1184년(명종 14, 58세): 한림학사승지(翰林學士承旨)로 임명받음.[5]
- 1185년(명종 15, 59세): 서북면병마사(西北面兵馬使)로서 거란실 오백 묶음을 금나라에 바침.[6]
- 1190년(명종 20, 64세): 음력 5월, 지공거로서 과거를 주관함.[7] 음력 12월, 태자소부(太子少傅)로 임명받음.[8]
- 1191년(명종 21, 65세): 1월 28일(음력 1월 2일)에 사망.[9] 향년 예순다섯 살.[1]

## 작품
문장 실력이 뛰어나 1185년(명종 15년)에 〈용인서봉사지현오국사탑비〉와 〈예천용문사중수용문사기비〉를 지었다.

## 가족 관계
아들로는 이당모(李唐髦)가 있는데 그는 1188년(명종 18년)에 급제하고 국자사업(國子司業: 종4품)에 이르렀다. 외조카로는 본관이 전주고 1213년(고종 즉위년)에 죽은 이서림(李瑞林)이 있다.

## 전기 자료
- 《고려사》 권99, 〈열전〉12, 이지명